# Olszew (gmina)
Olszew – dawna gmina wiejska istniejąca do 1954 roku w woj. lubelskim/warszawskim. Siedzibą władz gminy był Olszew.
U schyłku XIX w gmina Olszew jest wymieniona jako jedna z 12 gmin wiejskich powiatu sokołowskiego guberni siedleckiej. W 1919 roku gmina weszła w skład woj. lubelskiego.
Gmina miała bardzo specyficzny zasięg terytorialny – składała się czterech enklaw rozproszonych wzdłuż granicy między gminami Kossów i Sterdyń. Była to zarazem najdalej na północ wysunięta jednostka ówczesnego województwa lubelskiego. Jej ekstremalnie peryferyjne położenie sprawiło, że od gminy było dużo bliżej do Warszawy a nawet do Białegostoku aniżeli do stolicy województwa, Lublina. Najprawdopodobniej dlatego 1 kwietnia 1939 roku gmina wraz z całym powiatem węgrowskim została przeniesiona do woj. warszawskiego.
Po wojnie gmina zachowała przynależność administracyjną. Według stanu z dnia 1 lipca 1952 roku gmina składała się z 16 gromad. 1 września 1952 roku dokonano wzajemnej wymiany części terenów gmin Olszew, Kossów i Sterdyń a część obszaru gminy Olszew przyłączono do gminy Chruszczewka,.
Gmina została zniesiona 29 września 1954 roku wraz z reformą wprowadzającą gromady w miejsce gmin. Po ostatniej reformie z 1 stycznia 1973, kiedy przywrócono gminy, jako jednostki administracyjne, Olszew nie odzyskał statutu gminnego.